# Fujifilm Finepix S3 Pro

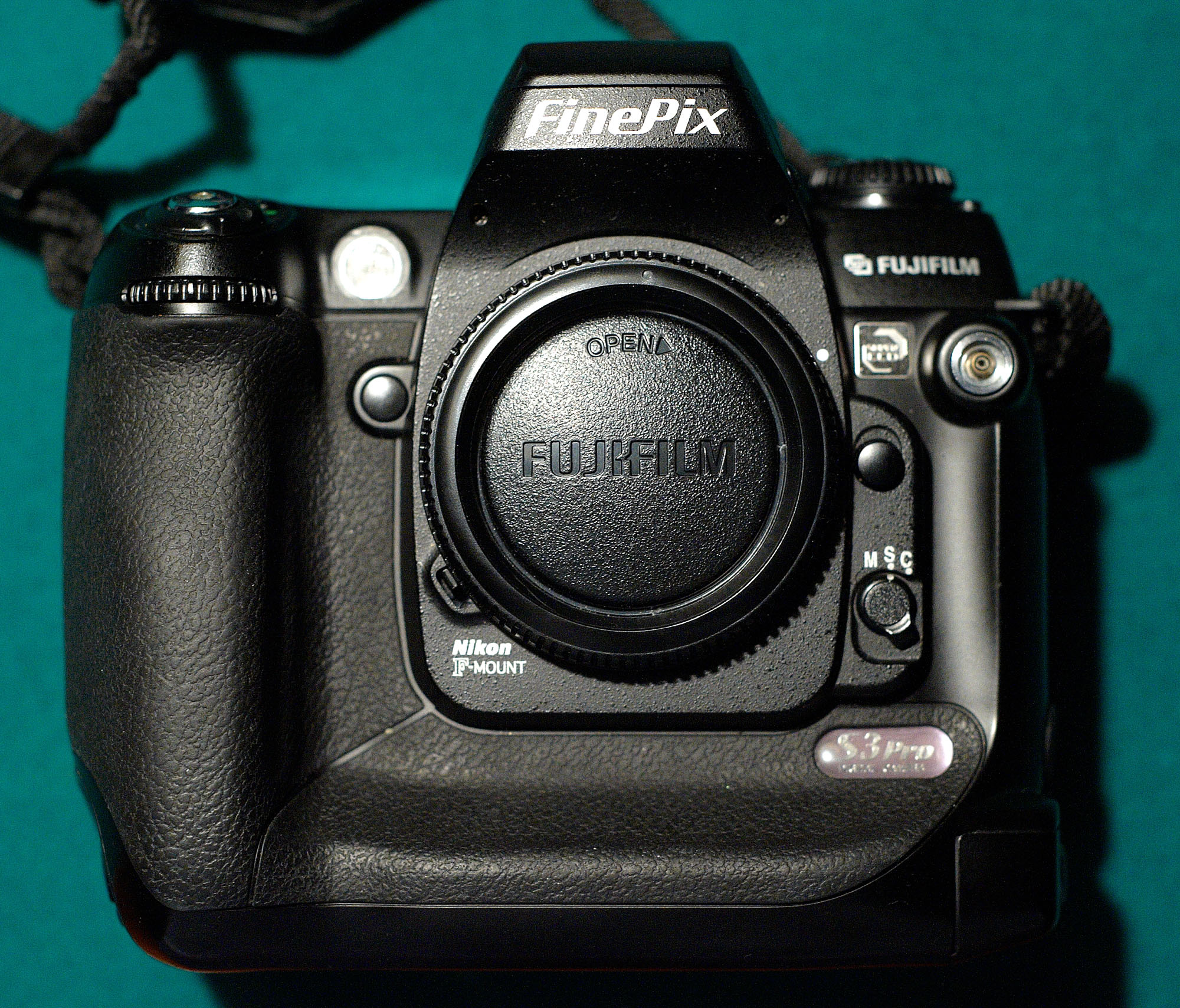
Fujifilm FinePix S3 Pro
Vorderansicht

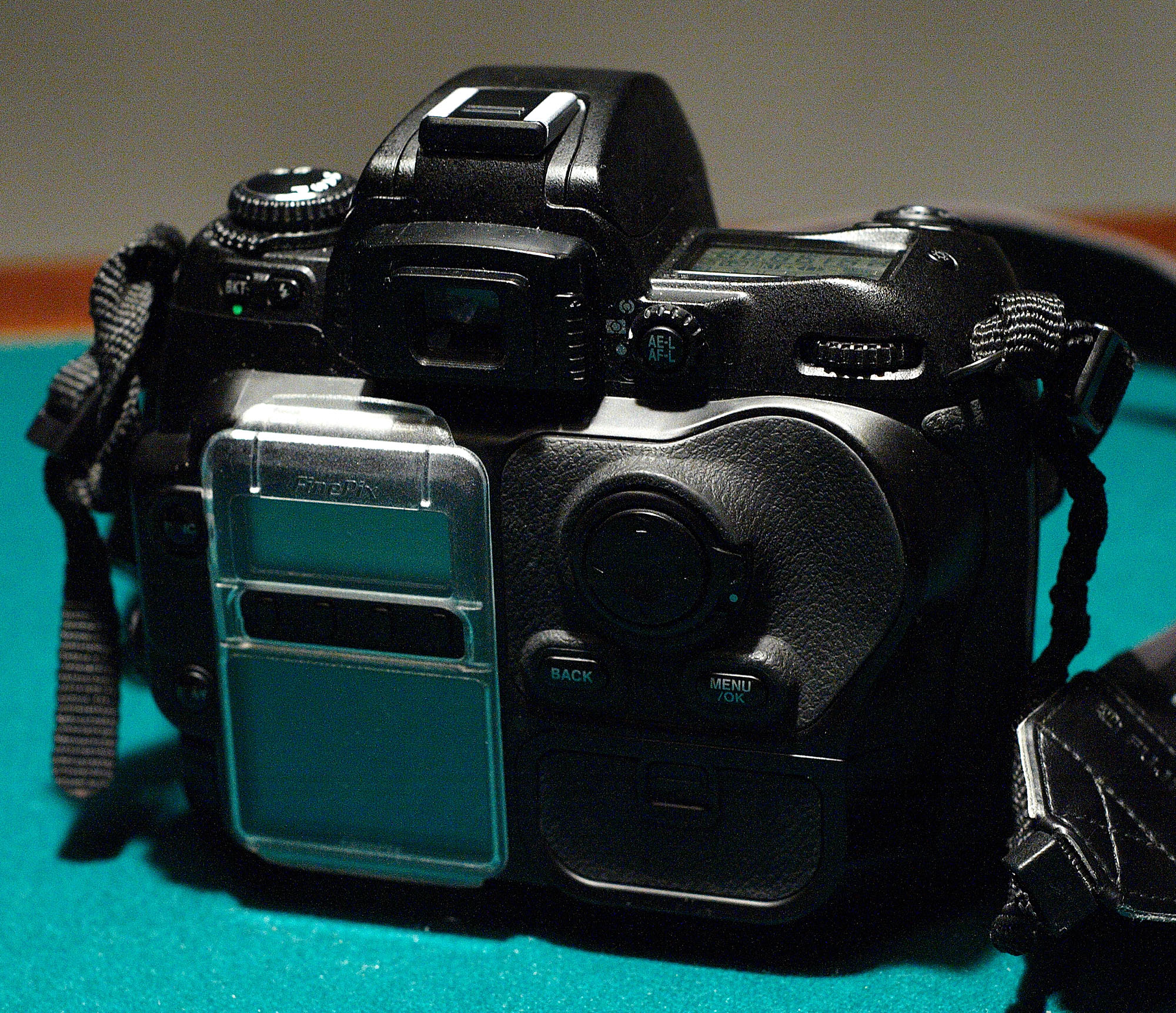
Rückansicht

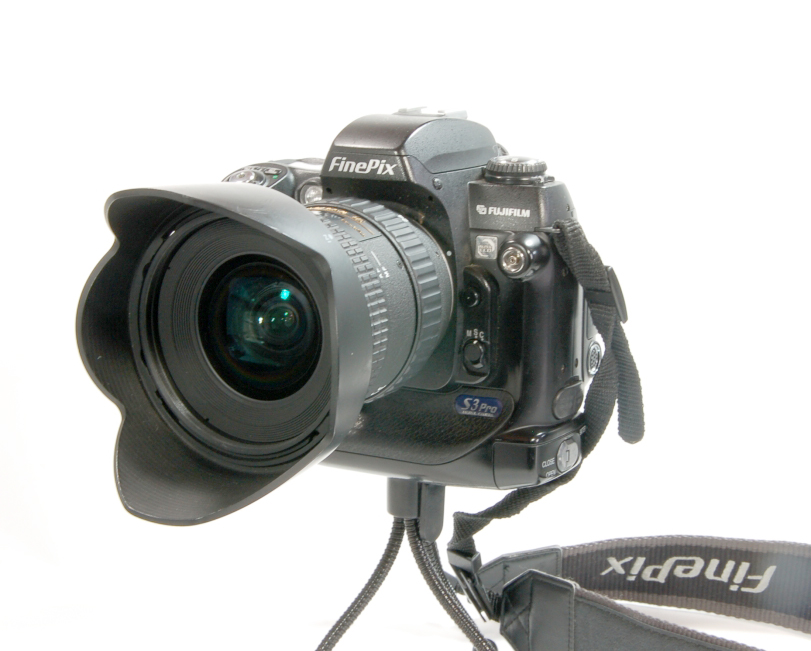
Mit Objektiv

Die Fujifilm Finepix S3 Pro (kurz: Fuji S3 oder S3 Pro) ist eine von Fujifilm hergestellte digitale Spiegelreflexkamera.
Sie erschien 2005 als Nachfolgemodell der S2 Pro und basiert ebenfalls auf dem Polycarbonat-Gehäuse der Nikon F80 mit einem Nikon-F-Objektivanschluss.

## Technische Spezifikationen und Neuerungen
Die S3 Pro gleicht im Äußeren weitgehend ihrem Vorgängermodell und ist mit etlichen Zubehörteilen von Nikon kompatibel. Sie wird ebenfalls mit Mignon-Batterien oder AA-Akkus betrieben.
Die Kamera nutzt erstmals einen Super-CCD-Sensor des Typs SR II mit 6,17 Millionen gewöhnlichen „S-Pixeln“ und ebenso vielen, weniger lichtempfindlichen „R-Pixeln“ (kameraintern auf 12,3 Millionen Pixel interpoliert). Diese Sensortechnik lässt einen vervierfachten Dynamikumfang abbilden.
Der Bildsensor der S3 weist eine auf bis zu ISO 1600 erhöhte Lichtempfindlichkeit auf und ein verbessertes Rauschverhalten.
Neben individuellen Einstellmöglichkeiten stehen zwei Simulationsmodi zur automatischen Farbangleichung an Fujichrome-Filme zur Verfügung.
Die S3 hat einen zweiten Schacht für Speicherkarten erhalten, in dem neben einer Karte des Typs CompactFlash II bzw. Microdrive auch eine xD Picture Card genutzt werden kann.
Neu in die Pro-Serie von Fuji aufgenommen wurde bei der S3 außerdem ein D-TTL-Offenblend-Belichtungsmess-System für die Blitzsteuerung.
Für die Datenübertragung sind zwei externe Schnittstellen vorhanden: eine FireWire (IEEE 1394) und ein USB-2.0-Anschluss.
Optional konnte der interne Zwischenspeicher (Puffer) mit zusätzlichen 256 MB verdoppelt werden, um die Bildrate bei Serienbildaufnahmen zu erhöhen.

## Nachfolgemodell
Nachfolgemodell der S3 ist seit 2007 die Fujifilm Finepix S5 Pro.